# Phragmilejeunea
Phragmilejeunea là một chi rêu trong họ Lejeuneaceae.